# 月曜日は魔法使い
『月曜日は魔法使い』（げつようびはまほうつかい、Confessions of a Part-time Sorceress）は、2008年にHJ文庫Gから出版されたテーブルトークRPG関連書籍である。著者はシェリー・マザノーブル、訳者は滝野原南生。ISBN 978-4-89425-691-0

## 概要
ゲームにさほど興味がなく、女の子らしい女の子だったシェリーが就職した先は、「ダンジョンズ&ドラゴンズ」の出版元ウィザーズ・オブ・ザ・コースト社だった！シェリーは、自社製品のD&D第3版に手を染めはじめ、エベロンを舞台にしたキャンペーンに参加することになる…。
本書は女性のためのD&D入門ガイドであるが、著者独特の考察がふんだんに含まれているエッセイ風に記述されている。D&Dの基礎知識から、キャラクターメイキング、装備、戦闘、パーティーの組み方などが順を追って解説されている。
表紙イラストは森永めぐ。本文は日本の文庫本では珍しく、赤と黒の2色印刷である。